# Torneo di gioco di ruolo
Un torneo di gioco di ruolo è una forma particolare di gioco di ruolo che prevede una competizione tra squadre o giocatori singoli, secondo la formula del torneo.
Esso consiste tipicamente in una o più avventure o storie one-shot (cioè con un inizio e una fine ben definiti) di un determinato gioco di ruolo, i cui protagonisti sono dei personaggi (tipicamente dai 3 ai 6 personaggi) impersonati dai giocatori. Ogni singola avventura ha tipicamente una durata di 3-4 ore. Quando il torneo è organizzato in più partite allora può darsi che ogni avventura sia il seguito della precedente (in cui i giocatori mantengono il personaggio interpretato nella partita precedente), o che la stessa storia venga ripresa e proseguita nell'arco di più tornei.
Generalmente il personaggio da interpretare viene fornito dall'organizzazione del torneo, completo di un background che ne riassume storia, personalità e comportamenti tipici. Non di rado per stimolare un'interpretazione più verosimile, interessante e competitiva il background dei personaggi prevede motivazioni o obiettivi conflittuali (o direttamente antitetici) con quelli di altri personaggi o segreti che devono essere conservati. Generalmente ogni personaggio dispone anche di una breve descrizione degli altri personaggi dal suo personale punto di vista (come li ha conosciuti, cosa ne pensa di ognuno di essi e informazioni varie).
Oltre al background viene fornita una scheda del personaggio che ne chiarisce le abilità e le facoltà nei termini dello specifico regolamento di gioco di ruolo utilizzato nel corso del torneo: i giocatori hanno un periodo di tempo (tipicamente una mezz'ora) per comprendere il personaggio e le sue abilità, dopodiché la partita ha inizio.
Come in una partita di giochi di ruolo normale il gioco è guidato dal Narratore (o Master) il quale, oltre ai normali incarichi di dirigere il gioco e interpretare i personaggi non giocanti ha anche il compito di valutare come i giocatori impersonano i loro personaggi (se ne interpretano coerentemente il background e se utilizzano le loro abilità in maniera appropriata).
Tutte le squadre giocano, separatamente, la stessa avventura, anche se gli esiti e lo svolgimento della storia, come in ogni gioco di ruolo, possono essere ben diversi a seconda delle scelte dei giocatori; i giocatori di ogni squadra interpretano i medesimi personaggi. In questo modo i narratori possono raffrontare le diverse prestazioni, valutarle e quindi stilare una classifica sulla base di come i partecipanti si sono comportati; da questa emergeranno la squadra vincitrice e i migliori interpreti dei personaggi. Questa è la formula più comune utilizzata nei tornei, tipica dei tornei facenti parte del circuito nazionale Game Network - Raven Cup e organizzati in varie parti di Italia dalle associazioni che a tale Network aderiscono.
Il metodo di assegnazione del punteggio varia da torneo a torneo, il punteggio può dipendere in misura maggiore o minore da uno o più dei seguenti punti, anche se generalmente è la capacità interpretativa ad avere il peso maggiore:
- la capacità di interpretare il personaggio
- aver compiuto particolari azioni nel corso della partita (aver risolto specifici enigmi, aver raggiunto specifici punti della trama, aver compiuto certe scelte)
- la valutazione della conoscenza delle regole del gioco

In alcuni casi i punti possono anche essere assegnati dai giocatori stessi indicando quali dei loro compagni di gioco abbiano giocato meglio.
A seconda dell'organizzazione del torneo possono essere premiate le squadre di giocatori come gruppo, i singoli giocatori o entrambe le cose (con classifiche separate), inoltre nel caso di tornei organizzati su più partite si può proseguire come squadra o come singoli giocatori (riformando quindi man mano le squadre con il proseguire del torneo).
Esistono altre tipologie di torneo che prevedono l'utilizzo di personaggi non precostituiti e non legati alla trama della storia; in tal modo si lascia la libertà ai giocatori di impersonare il personaggio desiderato, ma, secondo alcuni, si hanno dei problemi legati all'oggettività della valutazione, poiché ogni squadra presenta dei personaggi diversi, il che rende molto più difficile poter raffrontare le prestazioni dei partecipanti.

## Critiche e pregi
Il gioco di ruolo prevede, per definizione, l'impersonare un personaggio inventato influenzandone le decisioni con la conoscenza acquisita nel gioco e non al di fuori (metagame). La principale critica ai tornei di giochi di ruolo si basa su ciò: i giocatori, attratti dall'acquisizione di premi, riconoscimenti o altri privilegi garantiti a loro, non ai loro personaggi, dimenticano che il gioco di ruolo dovrebbe essere un'attività non competitiva ma collaborativa, in cui si dovrebbe enfatizzare la costruzione della storia e l'interpretazione, con conseguente evoluzione, dei propri personaggi.
Esempi tipici di questo comportamento sono il cercare di muoversi il più efficacemente possibile verso il completamento dell'avventura, abbandonando i propri compagni pur avendo scelto di interpretare un "paladino della giustizia", andando contro così all'interpretazione del personaggio, ovvero il motivo principale per cui si sta giocando. Spesso ci si basa infatti su decisioni prese dal master o dagli arbitri nella realtà, trasponendole nel mondo fantastico andando a contaminare l'essenza stessa del gioco di ruolo.
Un'altra critica avanzata verso i tornei riguarda il metodi di assegnazione dei punti, che si ritiene soggetto a criteri soggettivi, essendo affidato ad un'unica persona (il master) che oltretutto varia da una squadra all'altra. L'ovvia soluzione di codificare tutte le possibili azioni che può compiere un gruppo di personaggi assegnando ad ognuna di essi un punteggio se da un lato rende più oggettivo il giudizio, dall'altro tende ad inquadrare l'avventura in uno svolgimento prefissato (contrariamente alla libertà di azione che dovrebbe avere un gioco di ruolo). Ad esempio, se un master decide di premiare in particolare l'abilità e il numero di uccisioni in battaglia, i giocatori saranno portati a cercare con maggior frequenza lo scontro armato, piuttosto che optare per soluzioni diplomatiche e pacifiche, anche all'interno del gruppo dei personaggi. In quest'ultimo caso, se un giocatore decidesse di far uccidere, al proprio personaggio, la creazione di un altro membro della compagnia, si sfocerebbe sicuramente in discussioni e polemiche, causate (in)volontariamente dal master.
Tuttavia, lo spirito con cui si deve affrontare il torneo di gioco di ruolo non deve essere esclusivamente quello del "voler vincere" e la vittoria va vista come il coronamento di un'esperienza intrinsecamente bella, non come qualcosa da raggiungere a tutti i costi. L'eccessiva competizione rovina lo spirito del torneo. Uno degli aspetti più belli del torneo è la sfida interpretativa, il riuscire ad immedesimarsi al meglio, divertendosi, in personaggi sempre nuovi. Riuscire a fare questo è già una vittoria, nonché un grande motivo di soddisfazione personale e, nel migliore dei casi, come esperienza indimenticabile.
Ciò che spinge moltissimi giocatori a partecipare a un torneo di gioco di ruolo non è tanto la competizione, quanto il voler "uscire dal proprio guscio". Di solito i tipici giocatori di ruolo si riuniscono con il proprio gruppo, giocando le proprie campagne, gli uni lontano dagli altri. I tornei modificano questa situazione "statica", poiché forniscono l'opportunità di sperimentare qualcosa di nuovo: il modo di giocare di ruolo (di interpretare e di narrare) di qualcun altro, la conoscenza di altri giocatori appassionati, la possibilità di scambiarsi racconti delle proprie partite e delle proprie storie, l'improvvisazione di dover essere costretti a "ruolare" un personaggio diverso dal solito, eccetera. Bisogna sempre ricordare che il GdR è un gioco di nicchia, e i tornei hanno il grande pregio di riunire con successo la comunità dei giocatori di ruolo, di solito assai frammentata.
È inoltre vero che la competizione, per quanto moderata, e l'aspetto economico che dà sostentamento alle associazioni organizzatrici, portano ad un forte aumento della qualità dei testi proposti per i tornei, dai personaggi alle sceneggiature. Garantendo quindi partite diverse dal solito gioco di ruolo casalingo e molto curate. Questo meccanismo dovrebbe portare inoltre ad un miglioramento generalizzato del gioco attraverso lo scambio di idee, e il raffronto di stili di gioco.